# NSB Skde 216
Der Schienentraktor der Baureihe Skde 216 wurde ab 1952/54 von Norges Statsbaner (deutsch Norwegische Staatsbahnen) in Norwegen eingesetzt. Die von Caterpillar in den USA hergestellte Kleinlokomotive wurde für kleinere Transportaufgaben und zum Rangieren auf Anschlussbahnen und in den Bahnhöfen verwendet.

## Geschichte
Die Lokomotive entstand 1942 bei Caterpillar für einen Industriebetrieb. Für den Lokführer wurde ein kleines Führerhaus angebracht.
Zwischen 1952 und 1954 wurde die Lokomotive von Norges Statsbaner übernommen.

## Verbleib
Die Lok wurde vor allem im Bahnbetriebswerk Oslo-Lodalen eingesetzt, am 6. Februar 1973 ausgemustert und anschließend verschrottet.